# Gewone vijgenwesp
De gewone vijgenwesp (Blastophaga psenes) is een vliesvleugelig insect uit de familie van de vijgenwespen (Agaonidae). De wetenschappelijke naam is gepubliceerd in 1758 door Linnaeus in de tiende editie van Systema naturae.

## Leefwijze
Ze bestuiven de vijgenboom, waarmee ze in symbiose leven. De wesp ontwikkelt zich uit de eieren, die gelegd worden in steriele vrouwelijke bloemen (galbloemen) van de geitenvijg (Ficus carica forma caprificus). De vrouwelijke wespen worden nog in de vijg bevrucht door de vleugelloze mannetjes, waarna zij de vijg verlaten onder meevoering van stuifmeel uit de bij de opening (ostiole) van de vijg geplaatste mannelijke bloemen. Op zoek naar galbloemen voor het leggen van hun eieren, bestuiven ze de fertiele (vruchtbare) vrouwelijke bloemen, waarvan de bouw belet dat ze er eieren in kunnen leggen.

## Verspreiding en leefgebied
De gewone vijgenwesp komt voor in Azië, Zuid-Europa, Australië en Californië.

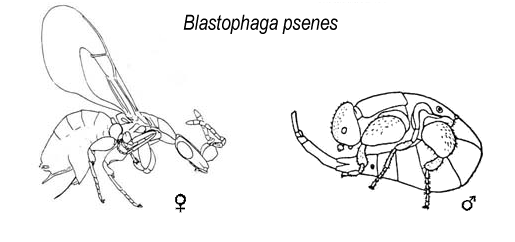
Vrouwtje en vleugelloos mannetje